# Dino Jelusić

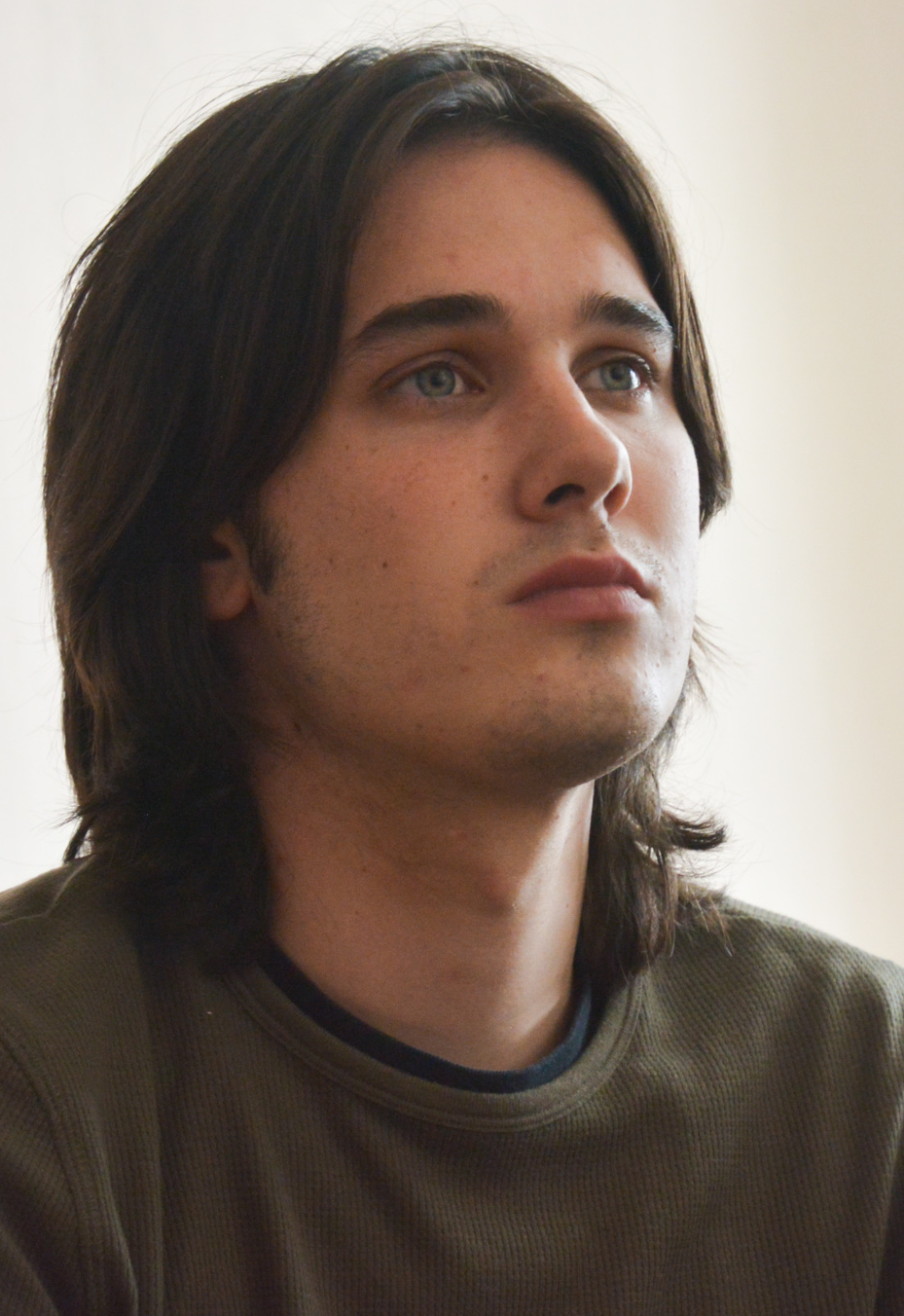
Dino Jelusić

Dino Jelusić, född 4 juni 1992 i Požega, är en kroatisk sångare.
Han har deltagit i flera kroatiska och internationella sångfestivaler för barn, och går på Vatroslav Lisinkis Musikskola (Glazbena Škola Vatroslava Lisinskog) i huvudstaden Zagreb, där han bland annat studerar sång och pianospel. Han började redan som femåring delta i olika auditions. Han har släppt en skiva som heter "No.1". Den finns på kroatiska och engelska.
Hans vinnarlåt från Junior Eurovision Song Contest 2003, Ti si moja prva ljubav, betyder bokstavligen "du är min första kärlek", men blev till engelska översatt som you are my one and only.
Hans lillasyster Lorena (född 30 maj 1995) är även hon musikintresserad - hon representerade med låten Rock baby hemlandet Kroatien i 2005 års upplaga av Junior Eurovision Song Contest. Han har även en lillebror vid namn Bruno. Han har sjungit "Ti si moja prva ljubav" tillsammans med Nika Turković.